# Stereocyclops
Stereocyclops – rodzaj płazów bezogonowych z podrodziny Gastrophryninae w rodzinie wąskopyskowatych (Microhylidae).

## Zasięg występowania
Rodzaj obejmuje gatunki występujące w Mata Atlântica wschodniej Brazylii od Alagoas na południe do São Paulo.

## Systematyka

### Etymologia
- Stereocyclops: gr. στερεος stereos „twardy, hartowny, solidny”[7]; κυκλος kuklos „okrąg, koło”[8].
- Emydops: gr. εμυς emus, εμυδος emudos „żółw wodny”[9]; ωψ ōps, ωπος ōpos „wygląd, oblicze”[10]. Gatunek typowy: Emydops hypomelas Miranda-Ribeiro, 1920 (= Sterocyclops incrassatus Cope, 1870); nazwa zajęta przez Emydops Broom, 1912 (Therapsida).
- Ribeirina: Alípio de Miranda Ribeiro (1874–1939), brazylijski przyrodnik[4]. Nazwa zastępcza dla Emydops Miranda-Ribeiro, 1920.
- Hyophryne: gr. ὑς hus, ὑος huos „świnia, wieprz”; φρυνη phrunē, φρυνης phrunēs „ropucha”[11]. Gatunek typowy: Hyophryne histrio Carvalho, 1954.

### Podział systematyczny
Do rodzaju należą następujące gatunki:
- Stereocyclops histrio (Carvalho, 1954)
- Stereocyclops incrassatus Cope, 1870
- Stereocyclops palmipes Caramaschi, Salles & Cruz, 2012
- Stereocyclops parkeri (Wettstein, 1934)